# Stoner 63
Stoner 63 (армейский индекс M63, флотский индекс Mk 23 Mod 0) — модульная система вооружения (modular weapon system) или  модульный стрелковый комплекс, разработанный Юджином Стоунером.
Благодаря модульности, путём замены некоторых компонентов можно оперативно переделывать оружие из одного типа в другой непосредственно в войсках, в зависимости от специфики предстоящих огневых задач. Косность военной бюрократической машины, не готовой к столь революционным нововведениям, привела к тому, что в задуманном виде модульная система Stoner 63 не была принята на вооружение, а различные варианты её компоновки получали собственные обозначения: флотские Mk 23 (пулемёт) и армейские XM22 (автомат), XM23 (карабин), XM207 (пулемёт). Модернизированные варианты обозначались как XM22E1, XM23E1, XM207E1 соответственно. Stoner 63 был призван заменить в войсках винтовки M1, M14, M16, пулемёты M1918 и M60. До полномасштабной постановки Stoner 63 на вооружение не дошло, дело ограничилось мелкосерийным производством, принятием его на вооружение подразделений специального назначения ВМС США в варианте «ручной пулемёт» и закупкой опытной партии для подразделений корпуса морской пехоты США и армии США в континентальных штатах, было изготовлено около 2,4 тыс. экземпляров. Stoner 63A являлся основным вооружением подразделений SEAL в годы Вьетнамской войны.

## История

### Разработка
Юджин Стоунер приступил к разработке этого революционного образца стрелкового оружия в 1962 году, работая независимым консультантом на компанию «Кольт». Первоначально от инженеров «Кольта» по заказу ВВС США требовалось разработать компактную разборную винтовку выживания для вооружения лётчиков и членов экипажей летательных аппаратов, сбитых или потерпевших аварию (принятую в итоге на вооружение под индексом CAR-15); у Стоунера уже имелся опыт в разработке такого рода образцов стрелкового оружия. Впоследствии оказалось, что разработанный им образец оружия имел задел для дальнейшего развития гораздо более богатый, чем только винтовка выживания для ВВС. В конце того же года Стоунер возглавил группу инженеров-конструкторов оружейного подразделения компании «Кадиллак-Гейдж», где перед ним стояла задача разработать для армии США дешёвый в производстве и эффективный в эксплуатации пулемёт; для этого он решил сделать комплекс со взаимозаменяемыми элементами, сочетающий в себе основные свойства винтовки и пулемёта — дешевизну и простоту винтовки с баллистическими характеристиками пулемёта. В течение года разработчики изготовили ряд опытных образцов и успешно провели их заводские испытания, к 1963 году оружие уже было готово к производству.

### Презентация
Осенью 1963 года состоялся первый показ для прессы боевых возможностей комплекса во всех вариантах конфигурации на базе КМП США в Куантико, штат Виргиния. Исходно комплекс был спроектирован под патрон 5,56 мм (.223-й калибр), как и другие разработанные Юджином Стоунером образцы стрелкового оружия. Впоследствии ствол и затворная группа были переделаны под принятый на вооружение стандартный боеприпас НАТО калибра 5,56 мм.
Пробивная способность пули 223-го калибра (5,56 мм) достаточна для разрушения бетонных блоков и пробивания кирпичных стен.
При этом отдача оружия настолько незначительна, что во время показа боевых возможностей оружия для прессы офицер морской пехоты, демонстрировавший Stoner 63, вёл стрельбу, держа карабин в полусогнутых руках (что не допускается при стрельбе из стандартных образцов ручного стрелкового оружия) с упором затыльника приклада в подбородок и хватом левой рукой за магазин.

### Производство
Производством Stoner 63 занималась компания «Кадиллак-Гейдж». До 1966 года производство было сосредоточено в Коста-Месе, штат Калифорния, после чего было передислоцировано в Уоррен, штат Мичиган. В ходе Вьетнамской войны отчёты офицеров ВМС об эксплуатации Stoner 63 во Вьетнаме направлялись напрямую в конструкторское бюро «Кадиллак-Гейдж» в Уоррене, число внесённых изменений в конструкцию в 1968—1970 гг. доходило до двух-трёх модернизаций в течение года, — так, например, штифт быстрой разборки казённой части имел тенденцию к выпадению от вибрационных нагрузок, что угрожало самопроизвольным отпадением всей затворной группы от тела пулемёта и могло привести к стрельбе без нажатия на спуск. После того, как из-за этой особенности один боец SEAL погиб на катере, случайно выпустив себе в грудь очередь, в конструкцию была незамедлительно внесена защита от дурака — вместо гладкого штифта стали использовать винтовой фиксатор, получивший название «шпилька мертвеца», который делал разборку оружия более длительной, в то же время благодаря ему такого рода инциденты стали невозможны.
За исключением стволов, производство которых было организовано на казённых арсеналах, все остальные узлы данного образца вооружения изготавливаются из листовой стали методом холодной штамповки без особых ухищрений и могут быть произведены в любом металлообрабатывающем цеху без специального оборудования.

## Варианты конфигурации
Особенностью комплекса Stoner 63 является возможность его видоизменения из одного типа стрелкового оружия пехоты в другой «на коленке», в полевых условиях. Для реконфигурации оружия из одного варианта в другой не требуется специальных инструментов, достаточно всего лишь одного патрона.
Стрелковый комплекс Stoner 63 состоит из 16 сменных сборочных узлов и включает в себя следующие шесть базовых вариантов их конфигурации («шесть-в-одном») и ряд промежуточных вариантов:
- (1) Винтовка (Rifle)

- Автоматическая винтовка (Automatic Rifle)
- Самозарядная винтовка (Semi-Automatic Rifle)

- (2) Карабин (Carbine)

- Пистолет-пулемёт (Machine Pistol)

- Ручной пулемёт (Light Machine Gun)

- (3) c верхним беззвеньевым магазинным (рожковым) питанием (LMG Magazine Fed)
- (4) с боковым ленточным питанием из короба (LMG Belt Fed)

- (5) Станковый пулемёт на станке-треноге (Medium Machine Gun)
- (6) Танковый/авиационный пулемёт (Fixed Machine Gun)

- с вертикальными рукоятками управления огнём и гашетками
- с электроспуском

85 % деталей оружия для любых конфигураций являются абсолютно взаимозаменяемыми, в частности, одинаковыми являются затворная группа, патронник и ударно-спусковой механизм (кроме деталей, которые могут применяться только в том или ином варианте, типа вертикальных рукояток управления огнём с гашеткой для варианта «танковый пулемёт», треножного станка M2M122 для варианта «станковый пулемёт» или сошек для варианта «ручной пулемёт»). Приёмник ствольной коробки может быть легко адаптирован под питание с любой стороны — нижнее, верхнее, боковое левое и правое. Стандартным видом питания в вариантах «карабин» и «винтовка» является секторный магазин на 30 патронов, в то время как принятая на вооружение в 1962 году M16 ещё в течение семи лет до 1969 г. имела магазин на 20 патронов. В варианте «ручной пулемёт» применяются дисковые магазины с ленточным питанием на 75, 100 и 150 патронов (последний выпускался только для ВМС США на заключительном этапе Вьетнамской войны). В станковом варианте оружие питается с металлической ленты из пластмассового короба на 150 патронов. В варианте «ручной пулемёт» также возможно питание из пристыкованного к пулемёту короба. В танковом или авиационном вариантах применяется линейная подача посредством гибкого рукава. В случае перегрева ствола или другой срочной необходимости его замены, он отстыковывается от тела оружия нажатием на кнопку без особых усилий и заменяется на другой также легко.
Для трансформации оружия из винтовочных в пулемётные конфигурации извлекается стандартный ствол и заменяется на утолщённый ствол, оружие переворачивается снизу-вверх, в результате чего газовая трубка оказывается под стволом, пистолетная рукоятка отсоединяется сверху и присоединяется снизу. Вариант «ручной пулемёт» снабжён рукояткой для переноса, отклоняющейся вертикально вниз или на 90° влево. В вариантах «ручной пулемёт» и «станковый пулемёт» часть деталей приёмника и крышка ствольной коробки взаимозаменяема с пулемётом M60, что весьма удобно для замены указанных деталей в случае неисправности.
В дополнение ко всему вышеперечисленному, оружие в любой конфигурации может использоваться как гранатомёт ружейного типа для стрельбы стандартными винтовочными гранатами под холостой патрон в качестве метательного заряда. Stoner 63 базовой модели обеспечивает эффективный огонь в любых вариантах конфигурации на расстояние до 400 ярдов (365 метров). Впоследствии указанное значение было увеличено для усовершенствованных серийных образцов.
|                        |         |                                   |                                   |                   |                              |
| Голый остов для сборки |         |                                   |                                   |                   |                              |
|                        |         |                                   |                                   |                   |                              |
| Винтовка               | Карабин | Ручной пулемёт c верхним питанием | Ручной пулемёт c боковым питанием | Станковый пулемёт | Танковый/авиационный пулемёт |

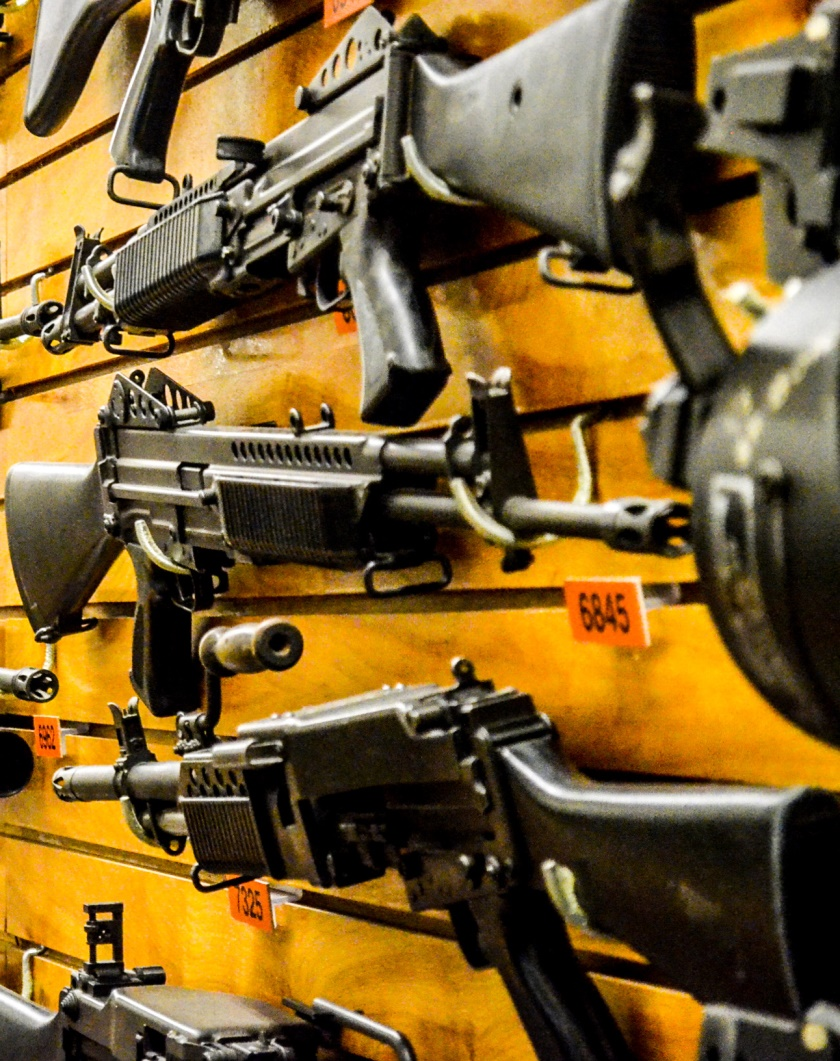
Сверху-вниз: Stoner 63 в вариантах «карабин», «винтовка» и «ручной пулемёт» в Рок-Айлендском музее стрелкового оружия

Затвор является уникальным в своём роде: для применения в вариантах «винтовка» и «карабин» огонь ведётся с переднего шептала, но заменой нескольких деталей затвор переделывался в вариант, стреляющий с заднего шептала для лучшего охлаждения пулемётного ствола (хотя и первый вариант заменой четырёх деталей может обеспечивать полностью автоматический огонь). Благодаря уникальному затвору все перечисленные варианты конфигурации обеспечивают как ленточное, так и магазинное питание патронами типа M193 (оболочечная) и M196 (трассирующая). В варианте «винтовка» и «карабин» комплекс поддерживает автоматический и полуавтоматический режимы огня. На газовой трубке имеется регулятор темпа стрельбы, который имеет три позиции — 750, 900 и 1000 выстрелов в минуту (вариант с укороченным стволом имеет только две позиции — 750 и 900).
В варианте «карабин» приклад может складываться, фиксируясь на защёлку, например для подгонки к телу военнослужащего перед десантированием парашютным способом или для других целей. В таком виде оружие может использоваться как пистолет-пулемёт для вооружения экипажей боевых машин и тому подобных целей. Для верхнего магазинного питания, как на британских пулемётах «Брен», применяется вынесенный в сторону прицел. Верхнее питание применяется не для уподобления британским военным, а для обеспечения более приземистого фронтального силуэта стрелка, прижавшегося к земле, но в таком варианте конфигурации и такой позиции для стрельбы (лёжа, максимально прижавшись к земле, локти широко расставлены в стороны) оружие практически не применялось. Ствол в передней его части снаружи имеет четыре штампованные канавки в форме жёлоба, увеличивающих общую площадь охлаждаемой поверхности ствола и ускоряющих процесс охлаждения воздухом. Рычаг перезаряжания (ручка затвора) находится прямо под стволом спереди, он же является рычагом отсоединения ствола. Предохранитель находится за спусковой скобой. Кучность боя оружия при стрельбе очередями является феноменальной. Очень слабая отдача позволяет вести точный автоматический огонь длинной и непрерывной очередью, непревзойдённо точный в сравнении с любыми другими серийными образцами американского стрелкового оружия.
Ремень позволяет вести огонь на близкие расстояния от бедра, но в то же время ограничивает возможность прицелиться, так как закрывает собой переднюю стойку прицела. Однако по признанию бойцов SEAL, которые применяли Stoner 63 в боевой обстановке, это абсолютно не мешало им вести огонь без прикладывания щекой к прицелу, а для прицельного огня на средние и большие расстояния переднюю антабку просто заламывали вбок, чтобы ремень не мешал быстро прицеливаться, стреляя навскидку.

## Эксплуатация

### Испытания
30 марта 1964 года министр обороны США Роберт Макнамара распорядился закупить 60 единиц Stoner 63 в варианте «винтовка» и 20 сборочных узлов для испытаний КМП США. Для ВВС США Стоунер разработал на основе Stoner 63 разборную винтовку выживания по опыту уже созданной им ранее AR-7 (модель для лётчиков и экипажей была настолько единичной, что о её существовании стало известно только в 1994 году, сохранился один экземпляр в частной коллекции в Чарлстоне). Также для ВВС был разработан авиационный пулемёт на основе Stoner 63 (две подвесных пулемётных гондолы по три ствола каждая) на основе Stoner 63 для вооружения контрпартизанских самолётов AT-37, который прошёл испытания на авиабазе «Эглин» зимой 1963—1964 гг., но продемонстрировал неудовлетворительные результаты в части количества осечек по независящим от оружия причинам — из-за частого разрыва звеньев пулемётной ленты. Для Вооружённых сил Великобритании был разработан специальный вариант по схеме буллпап с магазином и затворной группой в прикладе, в полтора раза короче, чем стандартный вариант для Вооружённых сил США, но заинтересовать британцев не удалось.
В варианте конфигурации «пулемёт» армия и КМП США проводили совместные испытания данного образца вооружения (армию Stoner 63 интересовал как пулемёт), в вариантах «винтовка» и «карабин» испытания проводились КМП на базе армейских испытательных стрельбищ. Финансирование программы испытаний двумя этими видами вооружённых сил осуществлялось в складчину по принципу 50/50. На этапе полигонных испытаний каких-либо нареканий оружие не вызвало. После совместных испытаний армии и КМП, с учётом внесённых изменений в конструкцию базовой модели, последняя модель получила обозначение Stoner 63A.
Тем не менее, комплекс так и не был принят на вооружение линейных частей и во Вьетнам попал ограниченной партией в 1967 году, побывав только в руках бойцов сил специального назначения ВМС (не всех, а только бойцов SEAL, в то время как подразделения UDT по-прежнему вооружались винтовками M1), которые испытали его в боевых условиях во всех возможных вариантах конфигурации и дали ему отличную характеристику; по словам ветеранов специальных подразделений ВМС, Stoner 63 «увеличивал огневую мощь как никакое иное оружие», «после того как ты привыкал к нему, ты влюблялся в это оружие и отказывался от любого другого». Воевавший там в составе контингента морской пехоты сержант Р. Ли Эрми, лично заставший перевооружение с M14 на M16, впоследствии сетовал в своей оружейной телепередаче: «Почему его [Stoner 63] до сих пор нет в нашем арсенале, я не знаю — это чертовски отличное оружие». Командованием корпуса морской пехоты рассматривался вопрос о принятии Stoner 63 в качестве стандартного стрелкового оружия и проводились соответствующие испытания в 1963—1964 гг., но бюджетные ограничения не позволили этого сделать, вместо Stoner 63 КМП приобрёл очередной палубный самолёт. Наряду с армией, завершившей свои испытания ко 2 сентября 1964 года, оружие испытывалось в том же году Агентством по перспективным военным разработкам, которое также не проявило интереса к революционной системе. Впоследствии армией и КМП проводились повторные испытания доработанной модели оружия, стартовавшие в январе 1968 года и завершившиеся в феврале, которые так же ни к чему не привели.

### Боевое применение

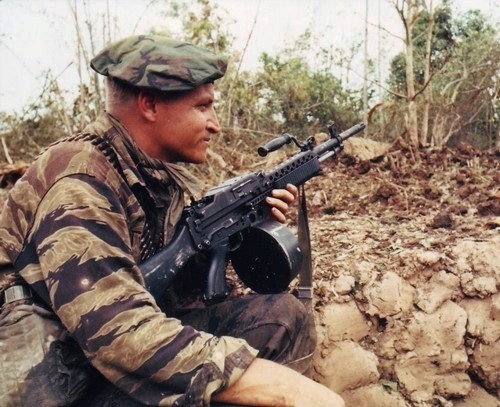
Mk 23 с дисковым магазином в руках бойца ССО ВМС США во Вьетнаме

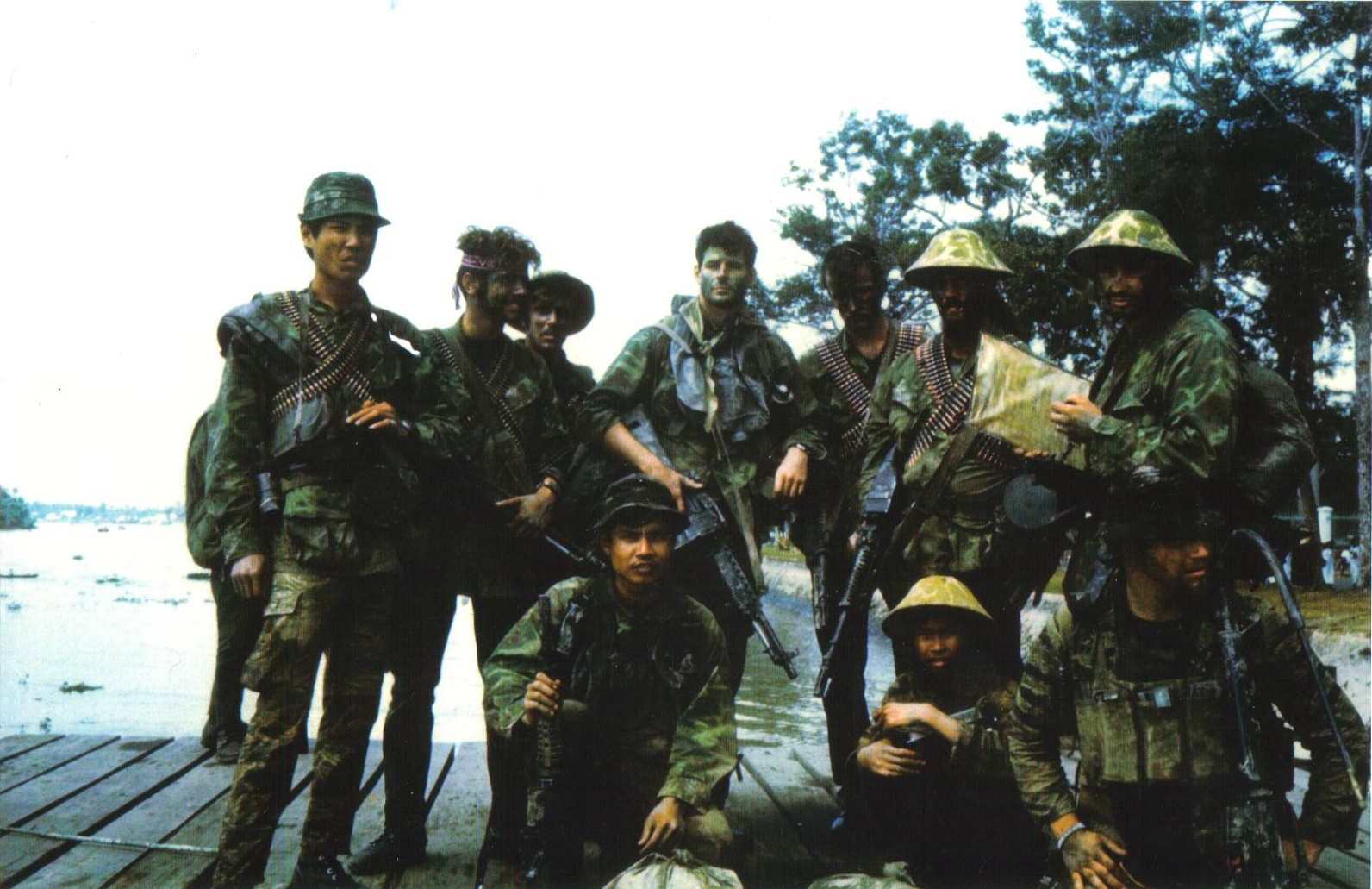
Подразделение смешанного состава — аборигены под руководством американских офицеров и старшин, вооружённых Mk 23

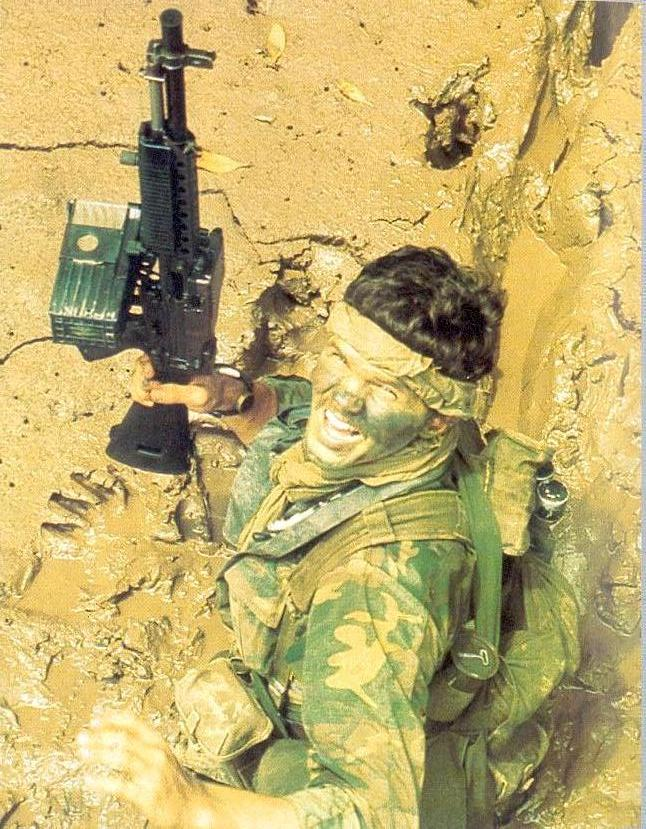
Боец идёт по пояс в грязи, держа в руке Mk 23 с коробчатым магазином

Взвод SEAL состоял из двух отделений по семь человек, всего 14 человек во взводе, из них одиннадцать нижних чинов и трое офицеров.  На одно отделение приходилось три Mk 23 (все три, как правило, в варианте «лёгкий пулемёт»), два M60, один автомат (M14, M16 или советский АКМ) и один карабин CAR-15. Таким образом, имея в своём распоряжении десять пулемётов, из которых шесть Mk 23, взвод SEAL числом четырнадцать моряков располагал огневой мощью, сопоставимой с ротой лёгкой пехоты в количестве сотни солдат. На операции рейдово-засадного типа и поиски в джунглях в пешем строю (поскольку SEAL в отличие от морской пехоты не имели бронетехники) все его участники, кроме радиста, несли с собой увеличенный боекомплект — 500 патронов на человека, некоторые брали с собой дополнительно по 100 патронов вместо фляги с водой (ИРП с собой не брали) и обматывались пулемётными лентами внахлёст. Округлый пластмассовый магазин повышенной вместимости был глубоко модифицированным дисковым магазином от советского пулемёта РПД и его китайской копии «тип 56», которые оба были весьма популярны среди американских военных, захватывавших их в качестве военных трофеев, кроме РПД популярностью пользовались китайские разгрузочные жилеты «тип 58», позволявшие переносить в нагрудных карманах дополнительные боеприпасы. Бойцы SEAL с одобрения вышестоящего начальства довооружались полукустарным способом: от заводских магазинов на 100 патронов отрезалась боковая стенка, корпус магазина увеличивался методом припаивания дополнительного объёма, в результате получались магазины вместимостью до 180 патронов, которые однако существенно нарушали центровку оружия, поскольку центр тяжести полностью заряженного оружия смещался в сторону добавленного объёма, но это никого не смущало, поскольку в джунглях огонь вёлся в основном вслепую (на звук) на весьма близкие расстояния. В ходе Вьетнамской войны инженеры «Кадиллак-Гейдж» откликнулись на заявки военных и, чтобы те прекратили пользоваться самодельными магазинами, разработали серийный дисковый магазин на 150 патронов. Дисковые и коробчатые магазины снаряжаются довольно просто и быстро: с них снимается крышка и внутрь вставляется накрученная спиралью металлическая пулемётная лента, после чего крышка закрывается и магазин готов к заряжанию. Некоторые бойцы ставили самодельный приклад или вообще демонтировали его, но это очень разбалансировало оружие, делая практически невозможной прицельную стрельбу из него. Большим преимуществом в условиях Вьетнама и в любой другой боевой обстановке является возможность носить оружие на ремне, предварительно поставив его на боевой взвод, — с оружием на предохранителе наличие патрона в стволе со взведённым ударником является безопасным для передвижения в походной колонне и в других ситуациях, позволяя нажатием пальца снять оружие с предохранителя и тут же открыть огонь по внезапно появляющимся целям. В рамках программы «Феникс» Mk 23 вооружали офицеров и старшин SEAL, служивших советниками при провинциальных разведывательных подразделениях, оружие применялось кинжальным способом преимущественно из засады (засада с L-образной формой боевого порядка стала основным и самым результативным способом ведения боевых действий SEAL во Вьетнаме). По результатам применения во Вьетнаме, комплекс был оснащён пламегасителем для стрельбы в ночное время без вспышек выстрелов.
315 экземпляров были отправлены в Нидерланды, где местное предприятие NWM De Kruithoorn N.V. занималось экспериментами по оснащению их выдвижными прикладами от пистолет-пулемётов MP40 или советских автоматов АКМС.

### Недостатки
Эксплуатация оружия в боевых условиях выявила ряд недостатков. Большой проблемой были частые осечки при ленточном питании оружия в ранних серийных моделях, которые так и не удалось до конца устранить при дальнейшей доработке, происходившие от того, что выбрасыватель не был надёжно синхронизирован с отражателем, что нередко приводило к отражению звеньев ленты, а иногда и гильз не наружу, а внутрь, обратно в патронник с возникающими из-за этого задержками при стрельбе, утыканием патрона или стреляной гильзы поперёк патронника и т. д. Но если саму осечку было довольно несложно устранить банально передёрнув рычаг перезаряжания и вытащив застрявший боеприпас, то от одного-двух утыканий выходил из строя механизм подачи, заменить который в боевой обстановке было практически нереально, по выражению регулярно сталкивавшихся с этой проблемой моряков, это превращало оружие в «13-фунтовую металлическую дубину».
Надёжность и неприхотливость не являлись главными приоритетами при разработке стрелкового оружия в США, на первом месте всегда были баллистические качества (точность и кучность боя, дальность стрельбы и т. п.). Поэтому, как и все разработанные Юджином Стоунером образцы стрелкового оружия, включая M16, неприхотливым Stoner 63 не был. Напротив, его «капризность» была немаловажным отрицательным фактором, — за ним должен был быть регулярный и очень тщательный уход, по словам моряков для того, чтобы оно функционировало исправно, с ним нужно было «нянчиться», после каждого применения была необходима очистка порохового нагара из газовой трубки и всей затворной группы, иначе задержки были неизбежны. В условиях Вьетнама это было трудновыполнимо, поскольку нагар, остывая, быстро кристаллизовался и затвердевал. Чтобы соскоблить его в таком состоянии, требовалось приложить большие усилия.